# Ichthyoxenus africana
Ichthyoxenus africana is een pissebed uit de familie Cymothoidae. De wetenschappelijke naam van de soort is voor het eerst geldig gepubliceerd in 1972 door Lincoln.